# Toy Boy
Toy Boy je španělský dramatický televizní seriál z roku 2019, který uveřejnil televizní kanál Antena 3.

## Děj
Hugo Beltrán je mladý striptér, který si užívá bezstarostného života. Jednoho rána se však probudí na své plachetnici vedle spálené mrtvoly bez hlavy. Jedná se o manžela Macareny Mediny, Hugovy milenky. Hugo si nepamatuje nic, co se tu noc stalo, ale je si jistý, že není vrahem, ale obětí komplotu. Po rychlém soudu je odsouzen k patnácti letům vězení. O sedm let později ho navštěvuje mladá právnička Triana Marín, která zastupuje významnou advokátní kancelář. Nabízí mu pomoc, že znovuotevře případ a pokusí se prokázat jeho nevinu v novém soudním řízení. Hugo je na základě probace propuštěn z vězení do zahájení nového procesu. Triana a Hugo spolu s Hugovými přáteli při svém pátrání narazí na rozsáhlý komplot ve vyšších kruzích místní společnosti zahrnující korupci, vraždy a zneužívání mladistvých, do kterého je zapletena i místní policie.

## Postavy a obsazení
| Jesús Mosquera       | Hugo Beltrán González     |
| Cristina Castaño     | Macarena Medina de Solís  |
| María Pedraza        | Triana Marín              |
| José de la Torre     | Iván                      |
| Carlo Costanzia      | Jairo Soto                |
| Raudel Raúl Martiato | Germán                    |
| Juanjo Almeida       | Andrea Norman Medina      |
| José Manuel Seda     | Borja Medina de Solís     |
| Álex Gadea           | Mateo Medina de Solís     |
| Javier Mora          | Ángel Altamira            |
| Pedro Casablanc      | inspektor Mario Zapata    |
| Elisa Matilla        | María Teresa Rojas        |
| María Pujalte        | Carmen de Andrés          |
| Adelfa Calvo         | Doña Benigna Rojas Romero |
| Carlos Scholz        | Óscar                     |
| Nía Castro           | Claudia                   |
| Miriam Díaz-Aroca    | Luisa Gutiérrez           |
| Cinta Ramírez        | Lucía                     |
| Virgil Mathet        | Philip Norman             |

## Seznam epizod
1. Piloto
2. De entre los muertos
3. El juicio final
4. Casilla de salida
5. El pulso del asesino
6. El final del túnel
7. Juego de máscaras
8. Único testigo
9. Amor de madre
10. Polaroids
11. Cachorro
12. Redención
13. Ángeles caídos